# Igor Gluščević
Igor Gluščević (srbskou cyrilicí Игор Глушчевић; * 30. dubna 1974, Budva, SFR Jugoslávie) je bývalý černohorský fotbalista. Hrál na pozici útočníka. Po skončení aktivní fotbalové kariéry se stal hráčským agentem.
Jeho bratr Vladimir Gluščević je také fotbalista.
Nejvydařenější etapu kariéry zažil v nizozemském klubu FC Utrecht, kde měl v lize dlouhodobou bilanci téměř 0,5 gólu na zápas. Dařilo se mu i dříve ve španělském týmu CF Extremadura.

## Klubová kariéra
Gluščević odešel v roce 1996 z Vojvodiny Novi Sad do Španělska, kde hrál za kluby CF Extremadura a Sevilla FC. Angažmá v CF Extremadura bylo vydařené, s 24 ligovými góly se stal nejlepším kanonýrem španělské druhé ligy Segunda División v sezóně 1997/98 a pomohl tak týmu k postupu ze druhého místa tabulky do Primera División. Rozhodl se setrvat ve španělské druhé lize a podepsal smlouvu s týmem Sevilla FC, kde v sezóně 1998/99 mohl opět slavit postup do Primera División. Španělskou nejvyšší ligovou soutěž si s týmem ovšem nezahrál, neboť přestoupil do řeckého celku Aris Soluň.
Nejvydařenější etapu kariéry zažil v letech 2000–2003 v nizozemském klubu FC Utrecht, kde měl v lize bilanci téměř 0,5 gólu na zápas. Ve finále KNVB bekeru (Nizozemský fotbalový pohár) v sezóně 2001/02 vstřelil dva góly, ale Utrecht podlehl Ajaxu Amsterdam 2:3 po prodloužení. O rok později si účast ve finále nizozemského poháru s Utrechtem zopakoval (proti Feyenoordu), tentokrát s vítězným koncem. Opět se dvakrát střelecky prosadil, Utrecht soupeře přehrál v poměru 4:1.
Poté strávil jednu sezónu (2003/04) v českém klubu AC Sparta Praha, kam přišel s renomé vyhlášeného kanonýra (sešel se zde se svým bratrem Vladimirem). Svou pověst se mu však nepodařilo naplnit, během 18 ligových zápasů vstřelil v Gambrinus lize pouze 3 branky a záhy ztratil místo v základní sestavě a stal se náhradníkem. Sparta obsadila na konci soutěže konečné druhé místo. V téže sezóně ale získal s klubem český fotbalový pohár, ačkoli do finále proti Baníku Ostrava (výhra 2:1) nezasáhl. V rudém dresu zasáhl i do Ligy mistrů UEFA, ve 3. předkole vstřelil branku na hřišti makedonského Vardaru Skopje a významně tak přispěl k výhře 3:2 a postupu Sparty do základní skupiny. Šlo ovšem o velmi kuriózní a dlouho diskutovaný gól, neboť Igor využil toho, že rozhodčí po odpískání volného přímého kopu neukázal na píšťalku a vystřelil dříve než Makedonci postavili zeď. To u makedonských fotbalistů vyvolalo bouři nevole, rozhodčí však gól uznal.
Igor se po sezóně 2003/04 vrátil do Nizozemska, tentokrát do arnhemského Vitesse. V roce 2006 okusil exotické angažmá v čínském Shandong Luneng Taishan (hostování) a závěr kariéry strávil v nizozemském Heracles Almelo.